# Le Mesnil
Le Mesnil é uma comuna francesa na região administrativa da Normandia, no departamento da Mancha. Estende-se por uma área de 3,45 km². Em 2010 a comuna tinha 227 habitantes (densidade: 65,8 hab./km²).